# Lęgowisko

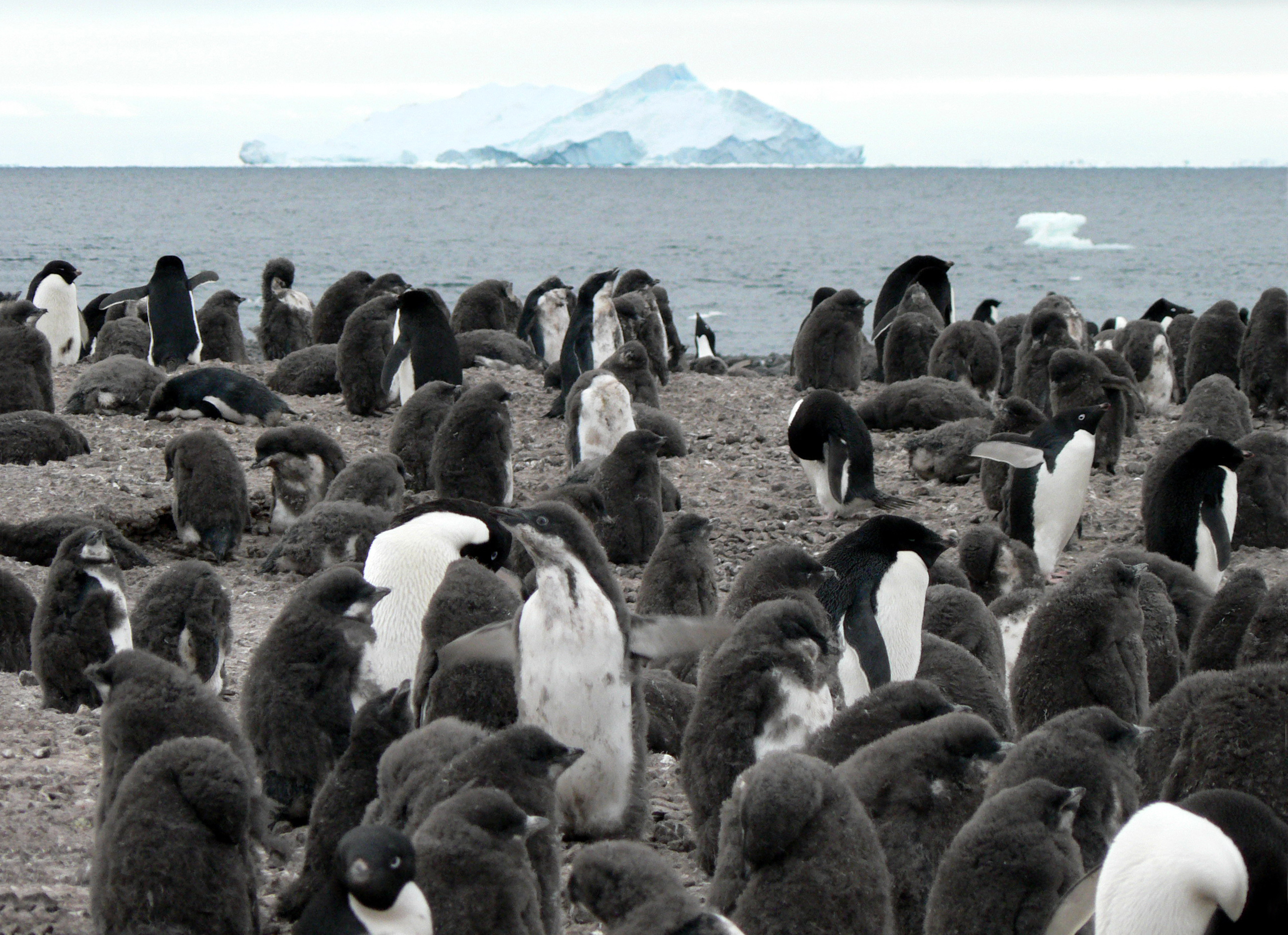
Kolonia pingwinów Adeli na Antarktydzie

Lęgowisko – obszar, na którym ptaki określonego gatunku zakładają gniazda i wychowują młode. Pojęcie lęgowiska może obejmować cały areał gatunków osiadłych lub obszar, na którym pojedyncze ptaki zakładają gniazda, jak i kolonie lęgowe liczące setki lub tysiące par ptaków skupionych na jednym obszarze.